# SV 07 Bernburg
SV 07 Bernburg was een Duitse voetbalclub uit Bernburg, Saksen-Anhalt.

## Geschiedenis
De club werd opgericht in 1907 en speelde in de Anhaltse competitie van de Midden-Duitse voetbalbond. De club was een middenmoter tot ze in 1918 samen met Cöthener FC 02 op de eerste plaats eindigden. De club verloor de play-off om de titel, maar de uitslag werd geannuleerd wegens een scheidsrechterlijke fout. Echter werd Cöthen wel naar de eindronde afgevaardigd, die een week later begon. Bijna een half jaar later werd de Anhaltse finale opnieuw gespeeld en deze keer kon Bernburg winnen en zo kampioen worden. 
Na 1919 werd de Anhaltse competitie de tweede klasse van de Kreisliga Elbe. Na het seizoen 1923 werd de Anhaltse competitie als Gauliga Anhalt terug opgewaardeerd als hoogste klasse. De club speelde geen rol van betekenis en schipperde tussen de subtop en lagere middenmoot. 
In 1933 werd de competitie geherstructureerd. De Midden-Duitse bond werd ontbonden en de vele competities werden vervangen door de Gauliga Mitte en Gauliga Sachsen. De clubs uit Anhalt werden te licht bevonden voor de Gauliga Mitte en voor de Bezirksklasse Magdeburg-Anhalt plaatsten zich vier clubs. Ondanks een vijfde plaats werd SV 07 toch geselecteerd en kreeg de voorkeur op rivaal SV Wacker Bernburg, dat derde geworden was. Na twee plaatsen in de middenmoot degradeerde de club. In 1938 werd de club kampioen, maar slaagde er via de eindronde niet in te promoveren. Dat lukte een jaar later wel, maar de club degradeerde ook meteen weer. In 1941 kon de club opnieuw promoveren en werd nu vijfde. Na 1943 werd de Bezirksklasse ontbonden en nam de meer regionaal verdeelde Kreisklasse het over als tweede klasse onder de Gauliga. De resultaten van 1943/44 zijn niet meer bekend. 
Na de Tweede Wereldoorlog werden alle Duitse voetbalclubs ontbonden. In tegenstelling tot de West-Duitse clubs mochten de clubs in Oost-Duitsland niet meer heropgericht worden. Ook na de Duitse hereniging werd de club niet meer heropgericht.